# Långaröd
Långaröd är kyrkbyn i Långaröds socken i Hörby kommun i Skåne belägen sydost om Hörby.
Här ligger Långaröds kyrka.